# Dorylomorpha orientalis
Dorylomorpha orientalis är en tvåvingeart som beskrevs av David Edward Albrecht 1990. Dorylomorpha orientalis ingår i släktet Dorylomorpha och familjen ögonflugor.
Artens utbredningsområde är Myanmar. Inga underarter finns listade i Catalogue of Life.